# Hegedűművészek listája
Az alábbiakban a híres külföldi hegedűművészek listája olvasható. A magyar hegedűművészekről külön lista készült.

## 17. század
- Tomaso Albinoni (1671–1751)
- Johann Sebastian Bach (1685–1750)
- Johann Ludwig Bach (1677–1731)
- Heinrich Ignaz Franz Biber  (1644–1704)
- Arcangelo Corelli (1653–1713)
- Evaristo Felice dall'Abaco (1675–1742)
- Matthew Dubourg (1707–1767)
- Carlo Farina (1600–1639)
- Francesco Geminiani (1687–1762)
- Jean-Marie Leclair (1697–1764)
- Pietro Locatelli (1695–1765)
- Michele Mascitti (1663–1760)
- Johann Georg Pisendel (1687–1755)
- Johann Heinrich Schmelzer (1623–1680)
- Lorenzo Somis (1688–1775)
- Giuseppe Tartini (1692–1770)
- Carlo Tessarini (1690–1765)
- Giuseppe Torelli (1658–1709)
- Francesco Maria Veracini (1690–1768)
- Antonio Vivaldi  (1678–1741)
- Giovanni Battista Vitali (1632–1692)
- Tommaso Antonio Vitali (1663–1745)
- Johann Jakob Walther (1650–1717)

## 18. század
- Pierre Baillot (1771–1842)
- Franz Benda (1709–1786)
- Bartolomeo Campagnoli (1751–1827)
- Christian Cannabich (1731–1798)
- Johann Daniel Müller (1716–1785)
- Pierre Gaviniès (1728–1800)
- Johann Gottlieb Graun (1703–1771)
- Rodolphe Kreutzer (1766–1831)
- Jean Cassanea de Mondonville (1711–1772)
- Pietro Nardini (1722–1793)
- Gaetano Pugnani (1731–1798)
- Pierre Rode (1774–1830)
- Alessandro Rolla (1757–1841)
- Anton Stamitz (1754–1796)
- Carl Stamitz (1745–1801)
- Johann Stamitz (1717–1757)
- Giovanni Battista Viotti (1755–1824)

## 19. század
A 19. század elején Niccolò Paganini virtuóz játékával nagyon sokat tett a hangszer fejlődéséért. Ezenkívül abból az időszakból ismert még Pierre Rode, Joachim József (aki Johannes Brahms-szal együtt koncertezett), Auer Lipót (aki sok hegedűst nevelt a következő generációnak), Pablo de Sarasate, Henri Vieuxtemps, Eugène Ysaÿe és Henryk Wieniawski.
- Charles Auguste de Bériot (1802–1870)
- Franz Berwald (1796–1868)
- Charles Dancla (1817–1907)
- Ferdinand David (1810–1873)
- Georg Hellmesberger (1800–1873)
- Joachim József (1831–1907)
- Karol Lipiński (1790–1862)
- Jacques Féréol Mazas (1782–1849)
- Niccolò Paganini 1782 – 1840)
- Oskar Rieding (1840–1918)
- Hubert Ries (1820- ?)
- Franz Ries (1846–1932)
- Pablo de Sarasate (1844–1908)
- Josef Suk (1874–1935)
- Henri Vieuxtemps (1820–1881)
- Eugène Ysaye    (1858–1931)
- Henryk Wieniawski (1835–1880)
- August Wilhelmj (1845–1908)

## 20–21. század
- Salvatore Accardo (1941–)
- Gilles Apap (1963–)
- Felix Ayo (1933–)
- Joshua Bell (1967–)
- Gil Shaham (1971–)
- Vera Beths
- Lola Bobesco (1923–2003)
- Willi Boskovsky (1909–1991)
- Iona Brown (1941–2004)
- Adolf Busch (1891–1954)
- Sarah Chang (1982–)
- Stephanie Chase
- Augustin Dumay(1949–)
- James Ehnes
- Julia Fischer (1983-)
- Mischa Elman (1891–1967)
- Carl Flesch (1873–1944)
- Eugene Fodor
- Zino Francescatti (1902–1991)
- Pamela Frank
- Mayumi Fujikawa
- Enrico Gatti
- Ivry Gitlis (1922–)
- Reinhard Goebel (1952–)
- Endre Granat (1937-)
- Arthur Grumiaux (1921–1986)
- Ida Haendel (1928–)
- Hilary Hahn (1980–)
- Chloe Hanslip (1987–)
- Jascha Heifetz (1901–1987)
- Willy Hess (1859–1939)
- Bronislav Hubermann (1882–1947)
- Monica Huggett (1953–)
- Janine Jansen (1978–)
- Leila Josefowicz (1978–)
- Suna Kan (1936–)
- Nigel Kennedy (1956–)
- Isabelle van Keulen (1966–)
- Leonid Kogan (1924–1982)
- Gundula Krause folk (1966–)
- Herman Krebbers (1923–2018)
- Fritz Kreisler (1875–1962)
- Gidon Kremer (1948–) Gidon Kremer website
- Jan Kubelík (1880–1940)
- Sigiswald Kuijken (1944–)
- Rainer Kussmaul (1946–2017)
- Tasmin Little
- Vanessa Mae (1978–)
- Henri Marteau (1874–1934)
- Eduard Melkus (1928–)
- Yehudi Menuhin (1916–1999) angol életrajz
- Midori Goto (1971–)
- Shlomo Mintz (1957–)
- Nathan Milstein (1903–1992)
- Viktoria Mullova (1959–)
- Rigo Murillo  (1972–)
- Anne-Sophie Mutter (1963–)
- Jakob Müller (1920–2001)
- Ginette Neveu (1919–1949)
- David Ojsztrah (1908–1974)
- Igor Ojsztrah (1931–)
- Valery Ojsztrah (1961–)
- Theo Olof
- Itzhak Perlman (1945–)
- Jean-Luc Ponty (1942–)
- Ruggiero Ricci (1918–)
- André Rieu  (1949–)
- Camillo Sivori (1815–1894)
- Oscar Shumsky (1917–2000)
- Níkosz Szkalkótasz (1904–1949)
- Nils-Erik Sparf
- Simon Standage (1951–)
- Isaac Stern (1920–2001)
- Harold Sumberg
- Henryk Szeryng (1918–1988)
- Jacques Thibaud (1880–1953)
- Caitlin Tully (1987? – )
- Uto Ughi (1946–)
- Maxim Vengerov (1974–)
- Emmy Verhey (1949–)
- Zino Vinnikov (1943–)
- Frank Peter Zimmermann (1965–)
- Pinchas Zukerman (1948–)
- Jaap van Zweden (1960–)
- Marco Misciagna
- Francois D'albert (1918-1999)